# Campylocheta hirticeps
Campylocheta hirticeps là một loài ruồi trong họ Tachinidae.